# Suisse alémanique
Cet article concerne la partie germanophone de la Suisse. Pour les dialectes alémaniques parlés en Suisse, voir Suisse allemand.
La Suisse alémanique, ou Suisse allemande, est la partie germanophone de la Suisse. Elle est caractérisée par une situation de diglossie dans laquelle ses habitants alternent entre l'allemand standard suisse, proche de l'allemand standard d'Allemagne, et le suisse allemand selon les situations. Le suisse allemand rassemble trois principaux dialectes alémaniques : le bas alémanique (en), le haut alémanique et l'alémanique supérieur (en). Le sud-bavarois, parlé dans la commune de Samnaun, est généralement inclus dans l'appellation suisse allemand bien qu'il ne fasse pas partie du groupe alémanique. 
La Suisse alémanique couvre environ 65 % du pays et doit son nom aux Alamans, un peuple germanique qui s'installa dans la région d'Alémanie à partir du Ve siècle. Il faut distinguer la Suisse alémanique, qui regroupe tous les cantons parlant un dialecte alémanique, du terme peu usité d'Alémanie (aire de répartition de ces langues). Pour le Valais par exemple, la moitié du canton est alémanique, mais il est néanmoins inclus dans la Suisse romande.
La Suisse alémanique compte environ 5,9 millions d'habitants, soit environ 70 % de la population suisse totale, qui est elle-même principalement concentrée dans les zones métropolitaines de Bâle, Berne et Zurich.

## Toponymie
Ce territoire est principalement connu sous les noms de « Suisse allemande » et « Suisse alémanique », étudiés ci-dessous :
Suisse allemande
L'appellation « Suisse allemande » fait son apparition dans les ouvrages francophones au minimum dès 1727, dans un livre où il est question de « la réformation de la Suisse Allemande, dès l'an 1516 » ; cette appellation est toujours usitée au XXIe siècle,,. Le mot « allemande » a en l'occurrence un sens uniquement linguistique, sachant qu'avant l'unification allemande de 1871, sont considérés comme « Allemands » tous les peuples dont la langue allemande (standard ou dialectale) est la langue maternelle, quelle que soit leur origine ou la domination sous laquelle ils vivent. Concernant la Suisse, en 1843, les « Suisses français ou italiens » parlent de la « Suisse allemande » et des « Allemands » comme habitants de cette partie du pays qui forme plus que les trois quarts de la confédération.
En allemand, l'équivalent de « Suisse allemande » est Deutsche Schweiz, et Deutschschweiz.
Suisse alémanique
Le terme « Suisse alémanique » apparaît quant à lui dans les ouvrages en langue française dès 1896 au minimum ; le mot « alémanique » fait référence aux Alamans, des guerriers germaniques qui sont considérés comme étant les ancêtres des Suisses alémaniques.
En allemand : Alemannische Schweiz.

### Gentilé
Au XXIe siècle, les habitants de ce territoire sont appelés tantôt « Suisses allemands »,, tantôt « Suisses alémaniques »,, ou encore plus simplement « Alémaniques »,.
Sur le plan péjoratif, ils sont notamment surnommés « Totos » et « Bourbines » par les Suisses francophones.

## Régions
La Suisse alémanique est traditionnellement une région très diversifiée, avec des centres et des coutumes culturelles différents, dont chacun a ses propres caractéristiques politiques et sociales. Mais principalement l'on peut distinguer la sphère linguistique dans les régions suivantes :

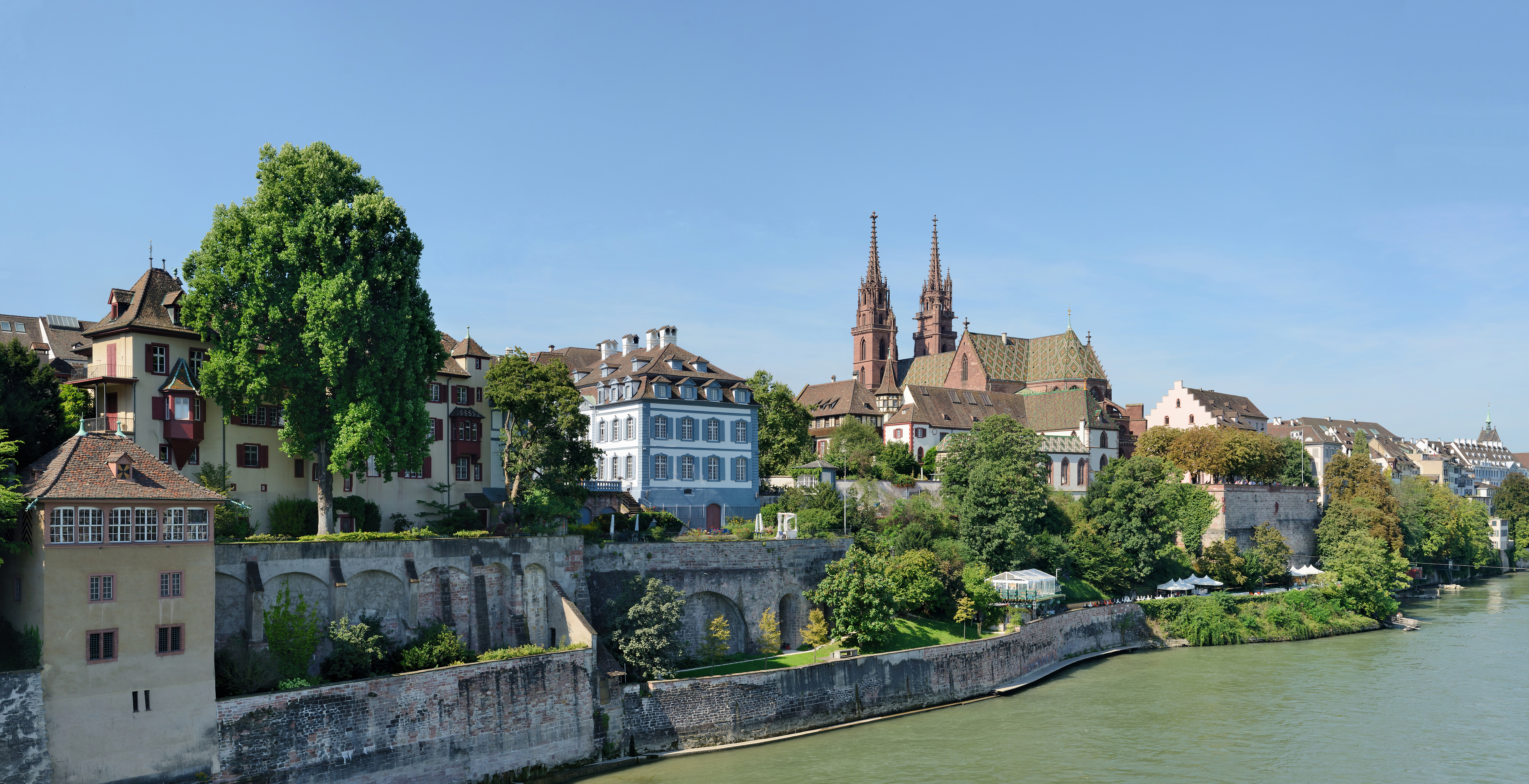
La ville de Bâle est la deuxième ville la plus peuplée de la partie germanophone du pays et forme le deuxième centre économique de Suisse.

### Suisse du nord-ouest (Bâle)
L'espace économique du nord-ouest de la Suisse est constitué par la région de Bâle, c'est-à-dire qu'il comprend les cantons de Bâle-Ville, de Bâle-Campagne et les districts de Laufenburg et Rheinfelden dans le canton d'Argovie, ainsi que les districts de Dorneck et Thierstein dans le canton de Soleure. Le centre économique et culturel de la région est la ville de Bâle, qui abrite l'Université de Bâle, la plus ancienne université de Suisse (fondée en 1460), le Kunstmuseum Basel, le plus grand musée d'art de Suisse et le siège mondial de la Banque des règlements internationaux. En outre, la ville de Bâle est également considérée comme l'un des principaux centres chimiques et pharmaceutiques du monde, avec les sièges des deux grandes sociétés Novartis et Hoffmann-La Roche.

La ville de Lucerne est généralement comptée comme la capitale de la Suisse centrale et forme un centre touristique très important du pays.

### Suisse centrale
La Suisse centrale comprend les cantons de Lucerne, Schwyz, Uri, Obwald, Nidwald et Zoug. Le centre économique et culturel de cette partie du pays est historiquement la ville de Lucerne, qui abrite, par exemple, le siège du Tribunal fédéral des assurances et de l'Université de Lucerne, fondée en 2000, ainsi que le Palais de la culture et des congrès de Lucerne avec le Lucerne Festival et le Musée suisse des transports.

### Suisse orientale et Zurich
La Suisse orientale comprend les cantons de Schaffhouse, Thurgovie, Saint-Gall, Glaris, Appenzell Rhodes-Extérieures, Appenzell Rhodes-Intérieures et la partie germanophone du canton des Grisons. Bien que la région de Zurich ne soit généralement pas considérée comme faisant partie de la Suisse orientale en termes culturels, elle n'en constitue pas moins son centre économique et social et reste donc fortement imbriquée dans la région. Le Tribunal administratif fédéral et l'Université de Saint-Gall sont situés dans la ville de Saint-Gall. Le canton de Schaffhouse, en revanche, a toujours une certaine importance dans l'industrie horlogère, derrière Genève, Bienne et La Chaux-de-Fonds, tandis que le canton de Thurgovie, autour du lac de Constance, est surtout connu pour sa culture du vin et de la pomme.
La région et la ville de Zurich, la ville la plus peuplée du pays, se caractérisent également par une offre culturelle et éducative très variée, ainsi que par un site économique très diversifié. Par exemple, la ville abrite l'Université de Zurich, l'EPFZ, le siège de la Banque nationale suisse, le siège de la Bourse suisse, le plus grand aéroport national de la banlieue de Kloten, le siège de la FIFA et le Kunsthaus de Zurich.

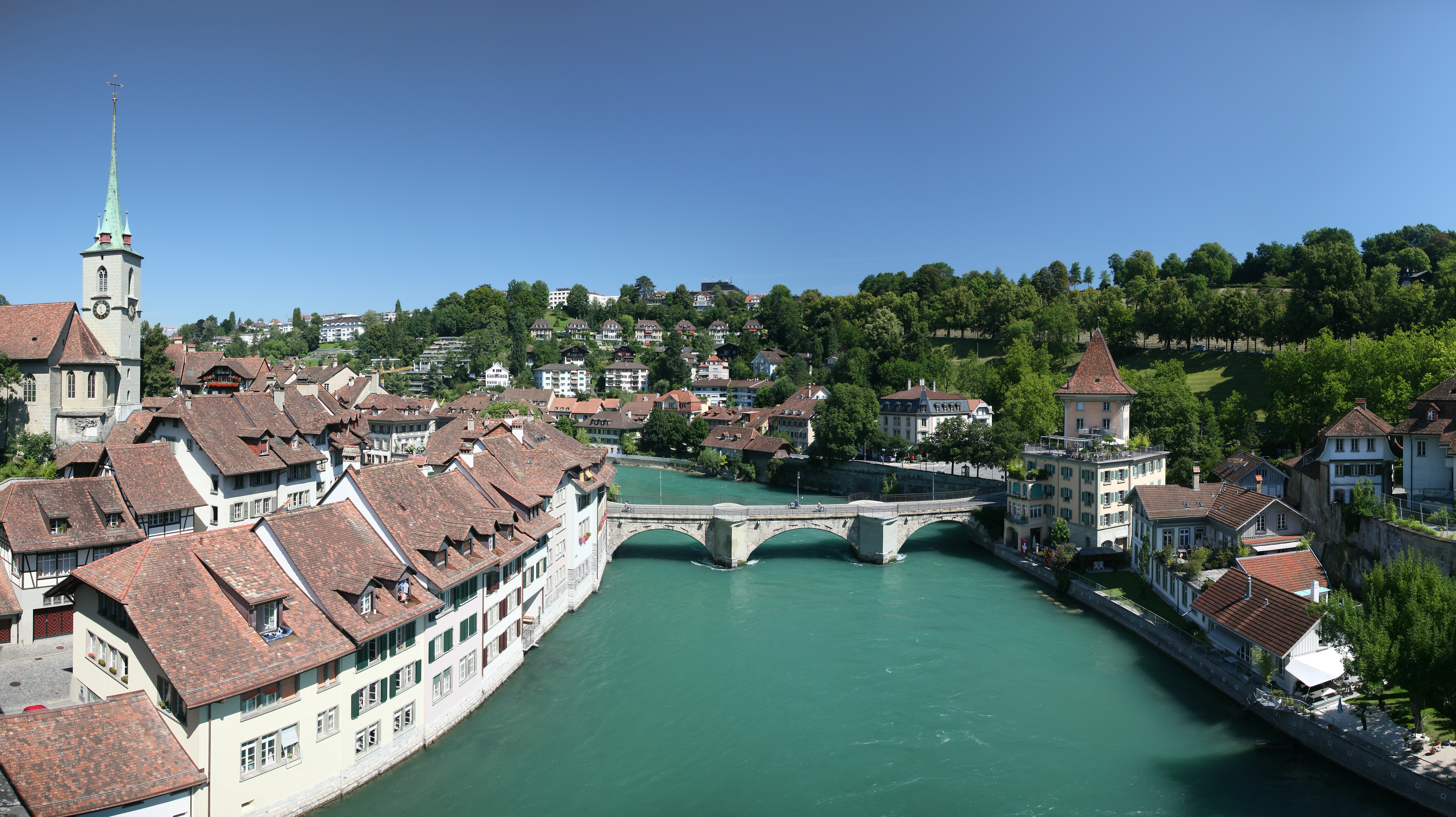
La ville de Berne constitue la capitale de l'espace Mittelland.

### Espace Mittelland et Haut-Valais
L'Espace Mittelland est composé de parties germanophones des cantons de Berne et Fribourg et de la partie sud du canton de Soleure. Le centre général de la région est la ville de Berne, avec les centres secondaires de Bienne (officiellement bilingue), Thoune et Soleure. La ville fédérale de Berne se caractérise par les nombreux départements fédéraux installés dans la ville, le Palais fédéral, le deuxième siège de la Banque nationale suisse, l'Université de Berne, le Centre Paul Klee et le Kunstmuseum Bern, entre autres.
La ville bilingue de Bienne est principalement caractérisée par l'industrie horlogère résidente, siège de la société Swatch, et la capitale cantonale Soleure, avec sa cathédrale Saint-Ours, est généralement considérée comme la plus belle ville baroque de Suisse,.
La partie germanophone du canton du Valais, appelée Haut-Valais, se caractérise par le fait qu'elle est culturellement et économiquement très liée au canton voisin germanophone de Berne et au territoire cantonal inférieur francophone et donc à la Suisse romande. Le centre économique et culturel de la partie germanophone du canton est formé par les deux villes de Brigue et de Viège.

## Identités suisses alémaniques
Les Suisses alémaniques ont relativement peu d'affinités avec leurs voisins allemands, malgré la parenté linguistique de part et d'autre du Rhin. Les raisons en sont essentiellement historiques : la Suisse alémanique a été séparée de facto du reste des régions germanophones à partir de la fin du Moyen Âge, et officiellement à partir des Traités de Westphalie en 1648 grâce aux efforts du maire et diplomate de Bâle, Johann Rudolf Wettstein.
Une autre raison tient au statut accordé au dialecte. Bien que la langue officielle des cantons suisses alémaniques soit l'allemand standard (Hochdeutsch), dans la vie quotidienne, la population s'y exprime presque exclusivement en dialecte suisse allemand (Schwiizerdütsch), apparenté à la langue du sud-ouest de l'Allemagne et à l'alsacien (voir alémanique). Celui-ci est également très présent dans la production cinématographique helvétique. Ainsi, À vos marques, prêts, Charlie! (Achtung Fertig Charlie!) ou encore Grounding sont des réalisations en version originale suisse allemande. En Allemagne, en revanche, l'usage du dialecte est beaucoup plus limité.
Les Suisses alémaniques ne se sentent pas comme formant un groupe uniforme : selon les régions, chacun se sentira plutôt Bâlois, Bernois, Lucernois, Zurichois etc. Le fédéralisme très poussé en Suisse, où les décisions politiques sont souvent prises au niveau cantonal ou communal, renforce encore cette attitude.
Culturellement parlant, la Suisse alémanique ne constitue pas non plus un ensemble homogène. Au Moyen Âge déjà, des différences marquées existaient entre cantons ruraux et urbains. Après la Réforme, les clivages ont surgi entre les régions devenues protestantes et celles restées catholiques. Aujourd'hui, avec le brassage des populations et le recul du fait religieux, les clivages confessionnels ont perdu en importance ; on assiste par contre à un regain des différences entre les villes (progressistes) et les campagnes (conservatrices).

## Culture
Comme pour toutes les régions linguistiques du pays, la vie culturelle et intellectuelle de la Suisse alémanique est largement orientée vers le reste de la sphère germanophone. Néanmoins, la vie culturelle de cette partie du pays est également fortement influencée par les échanges avec la Suisse latine et par les nombreuses coutumes locales.

### Musées

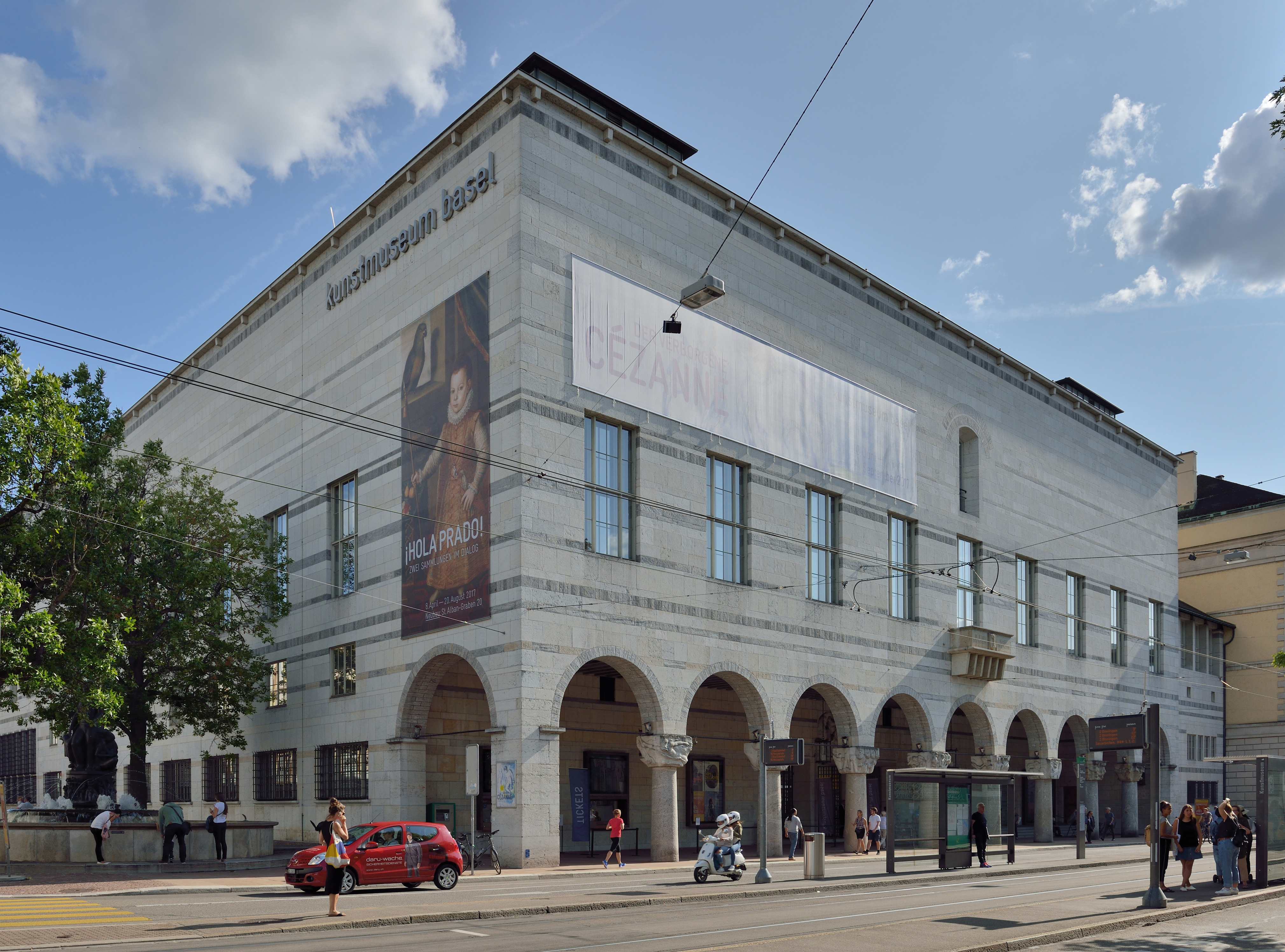
Le Musée des Beaux-Arts de Bâle est le plus grand et ancien des musées d'art de Suisse et généralement compté comme le premier musée d'art public du monde.

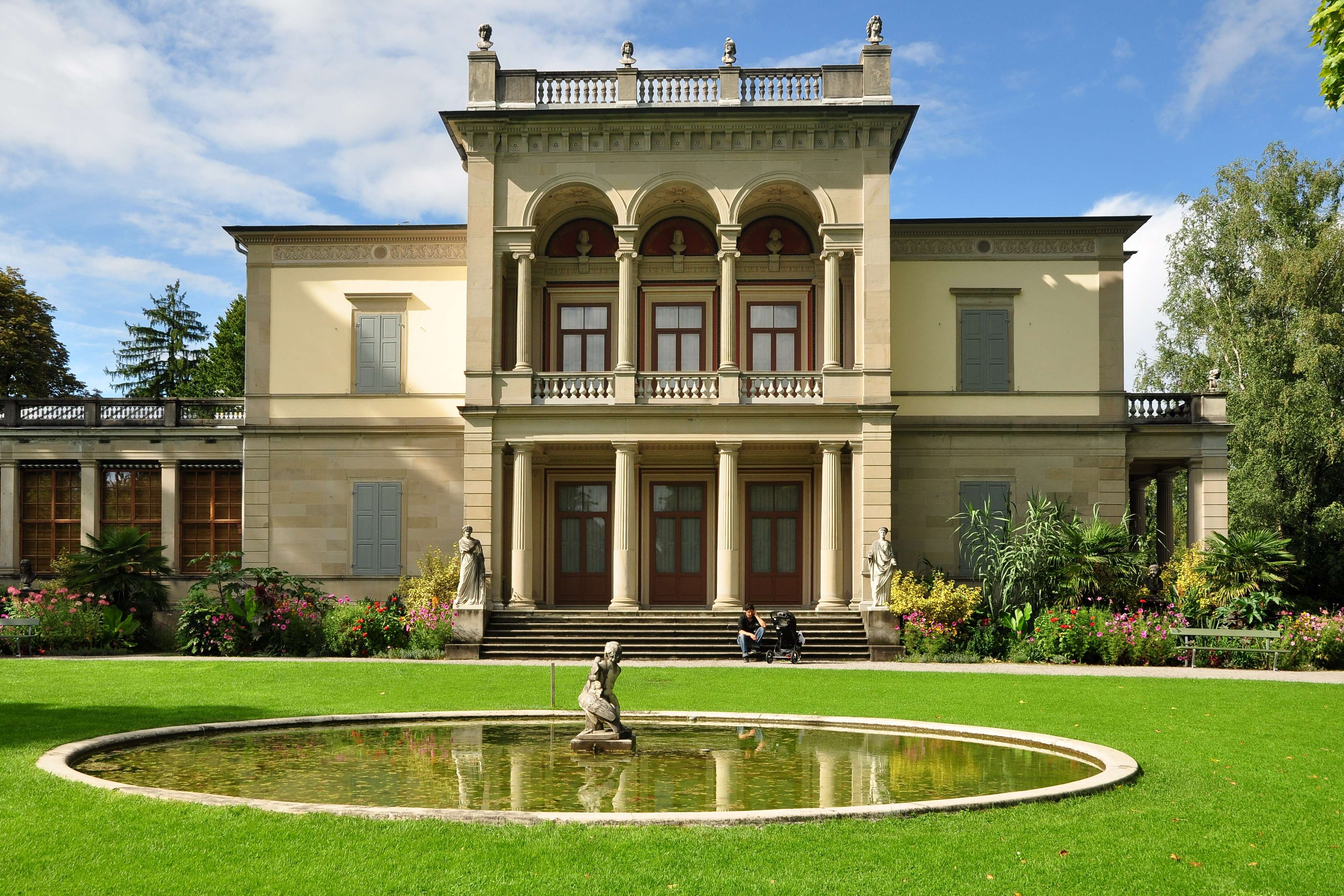
Le Museum Rietberg à Zurich est le plus grand musée d'art non européen de Suisse.

Le Musée des Beaux-Arts de Bâle (le plus ancien et le plus grand musée d'art du pays et la première collection publique d'art en Europe), la Fondation Beyeler à Riehen, dans la banlieue de Bâle, qui est considéré comme le musée d'art le plus visité de Suisse et qui est internationalement reconnu, notamment pour ses expositions dans le domaine du modernisme classique. En outre, la Kunsthalle Basel (fondée en 1872), qui s'est imposée comme une plate-forme de dialogue sur l'art contemporain, et le Schaulager, conçu par Herzog & de Meuron dans la banlieue bâloise de Münchenstein, jouent également un rôle important dans la vie artistique de la ville, avec un attrait national et international. Il convient également de mentionner le Musée Tinguely, dont les salles d'exposition sont consacrées aux œuvres de l'artiste du même nom, Jean Tinguely. À Zurich, en revanche, le Kunsthaus de Zurich, qui date de 1797, est une institution de grande renommée internationale, qui se concentre notamment sur Edvard Munch (la plus grande collection du peintre norvégien en dehors de la Norvège) et expose, par exemple, la plus importante et la plus vaste collection d'œuvres d'Alberto Giacometti du pays. Le bâtiment actuel de la Heimplatz date de 1910 et a été conçu par l'architecte suisse Karl Moser. D'autre part, la collection de la Fondation et Collection E. G. Bührle est considérée comme le plus important espace d'exposition d'art de la ville. Le Museum Rietberg est également très important en tant que l'un des rares lieux d'exposition d'art non européen en Suisse.
À Berne, on trouve le Kunstmuseum Bern, ouvert en 1879 (axé sur le modernisme classique, avec une collection allant du gothique à l'époque actuelle), ainsi que le Centre Paul-Klee. La Kunsthalle de Bern, qui date de 1918, a également acquis une renommée mondiale grâce à de nombreuses expositions d'art contemporain. En Suisse orientale, en revanche, le Kunstmuseum Saint-Gall est l'institution culturelle la plus importante pour l'art dans la région. Le musée date de 1877 et sa collection se concentre sur la peinture hollandaise du XVIIe siècle, l'art suisse, allemand et français du XIXe siècle, la peinture paysanne appenzelloise et l'art moderne international.
Les musées d'art d'importance régionale et nationale dans cette partie du pays comprennent le Kunstmuseum Winterthur (fondé en 1916), le Kunstmuseum Solothurn (fondé en 1902) et le Kunstmuseum Luzern, qui a été créé en 1933 et se trouve aujourd'hui dans le bâtiment du Palais de la culture et des congrès de Lucerne de Jean Nouvel.

### Artistes célèbres
Parmi les travailleurs culturels de la région considérés comme importants en termes de mémoire et de réception, on peut citer (par ordre chronologique) :
Hans Holbein le Jeune de Bâle, qui a acquis une renommée internationale pendant la Réforme et la Renaissance, et Niklaus Manuel à Berne. Au XVIIIe siècle, la peintre Angelica Kauffmann était également considérée comme une artiste de renommée internationale, originaire des Grisons. Enfin, l'écrivain et parolier du réalisme zurichois Conrad Ferdinand Meyer a atteint une renommée internationale, qui, avec les écrivains Jeremias Gotthelf, Gottfried Keller et Johanna Spyri, a été l'une des plus importantes figures culturelles germano-suisses du XIXe siècle. Plus tard, l'écrivain Robert Walser (né dans la ville bilingue de Bienne) est également devenu l'un des grands écrivains de langue allemande du pays.
Dans le domaine des arts visuels de la seconde moitié du XIXe siècle, le Bernois Ferdinand Hodler (qui a également entretenu toute sa vie des liens étroits avec la Suisse romande) et Albert Anker, le Bâlois Arnold Böcklin et le Soleurois Cuno Amiet méritent une mention spéciale.
Au XXe siècle, ce sont Friedrich Dürrenmatt (qui s'est ensuite installé dans le canton de Neuchâtel) et Max Frisch qui sont devenus les plus importantes figures culturelles germanophones du pays dans le domaine littéraire, ces deux auteurs étant généralement considérés comme le miroir littéraire de la Suisse alémanique de leur époque. À plus petite échelle, cela est également vrai plus tard pour Adolf Muschg ou Hugo Loetscher. Dans le domaine de l'art, les noms de Jean Arp, Sophie Taueber-Arp, Max Bill, Paul Klee (né près de Berne), Meret Oppenheim, Pipilotti Rist ou Irène Zurkinden sont les plus importants.
À partir du XXe siècle, la Suisse en général (mais surtout la région de la Suisse alémanique en raison de son affinité linguistique) est devenue de plus en plus importante pour les travailleurs culturels de l'espace germanophone en tant que lieu d'exil et d'émigration. Il convient de mentionner les noms de Hermann Hesse (qui s'est ensuite installé dans le canton du Tessin), Else Lasker-Schüler (Zurich), Ernst Ludwig Kirchner (Davos), Franz Marc ou les membres de la famille de Thomas Mann sur les rives du lac de Zurich, bien qu'Erika et Klaus Mann fassent également de la ville de Zurich le lieu d'activité du cabaret Die Pfeffermühle. Les frères et sœurs étaient à leur tour étroitement associés à Zurich avec l'auteur et photographe Annemarie Schwarzenbach, originaire de Thalwil.

## Caractéristiques linguistiques
Les zones géographiques en Suisse sont marquées par l'usage de langues différentes, intrinsèquement lié aux pays limitrophes de ces régions : l'allemand en Suisse alémanique, le français en Suisse romande, l'italien en Suisse italienne.
L'allemand est la langue officielle unique de 17 des 26 cantons suisses : Uri, Schwytz, Obwald, Nidwald, Lucerne, Zurich, Glaris, Zoug, Soleure, Bâle-Ville, Bâle-Campagne, Schaffhouse, Appenzell Rhodes-Extérieures, Appenzell Rhodes-Intérieures, Saint-Gall, Argovie et Thurgovie.
Trois autres cantons sont bilingues allemand-français :
- Berne à majorité allemande (84 %) ;
- Fribourg et le Valais, où l'allemand est en minorité (près de 30 %).

Enfin, le canton des Grisons est officiellement trilingue allemand (68 %), romanche et italien.
Les dialectes suisses allemands (Schwiizerdütsch) sont proches des dialectes germaniques (alémanique) parlés dans les pays voisins (par exemple les parlers de l'ancien Pays de Bade en Allemagne, l'alsacien, ceux du Liechtenstein et du Vorarlberg autrichien). Ils ont notamment maintenu certaines monophtongues du moyen haut-allemand : cf. ziit (« temps »), huus (« maison »), devenus respectivement Zeit et Haus en allemand standard.

## Plat traditionnel suisse alémanique

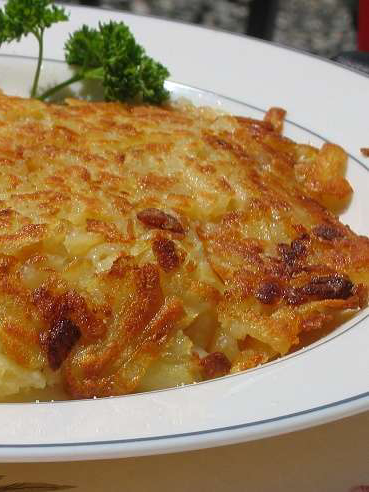
Roesti (galette de pommes de terre râpées), spécialité suisse.

Les rösti sont le plat par excellence de la Suisse alémanique. Chaque région possède sa recette avec ses particularités : les Bernois ajoutent à la préparation de base des oignons et du lard, les Appenzellois y mettront du fromage en plus. Parfois, la galette est recouverte d'un œuf cuit sur le plat. D'autres plats sont typiques d'une région ou de plusieurs cantons comme l'Älplermagronen (ou Alpen Makronen), sorte de gratin fait de pommes de terre, macaronis, crème et oignons accompagné de compote de pommes ou de poires.
Chaque canton possède toutefois ses spécialités : les Leckerlis de Bâle, l'émincé de veau à la zurichoise, le gâteau au fromage à la mode d'Obwald, ou encore les Chügelipastete de Lucerne.
Il existe également des produits alimentaires propres aux cantons alémaniques : l'appenzeller d'Appenzell, la Kalbsbratwurst de Saint-Gall, le kirsch de Zoug, etc.